# Резніченко Яків Терентійович
Яків Терентійович Резниченко (1914—1969, Москва) — радянський воєначальник, ветеран німецько-радянської війни і прикордонних військ КДБ при РМ СРСР.

## Біографія
Народився в с. Гамаліївка Путивльського повіту Курської губернії (зараз с. Воскресенка Буринського району Сумської області України).
Після навчання в місцевій початковій і Успенської середньої школах в 1931 році, мріючи стати штурманом далекого плавання, вступив до Одеського морського технікум (нині морехідне училище ім. А. І. Марінеско Одеської національної морської академії).

## Початок військової служби
Після закінчення технікуму з штурманської спеціальністю покликаний в прикордонні війська. Закінчивши курси морського командного складу НКВС в Ленінграді і отримавши звання лейтенанта, служив на Чорному морі, ганявся за порушниками кордону і контрабандистами.
З серпня 1940 року продовжив службу на морському кордоні Балтики в Прибалтійському прикордонному окрузі.

## Друга світова війна
У званні старшого лейтенанта командував 1-м (Таллінським) дивізіоном 2-го Балтійського загону прикордонних суден, який у воєнний час перейшов під командування Балтійського флоту. У ніч на 4 липня 1941 «малі мисливці» дивізіону Я. Т. Резніченко замінували вихідний фарватер порту Гельсінкі, незважаючи на щільний вогонь берегової артилерії і вплив авіації противника. Тільки за перші місяці війни було поставлено близько 150 хв. «Мисливці», керовані Я. Т. Резніченко, повністю підтвердили здатність до цієї складної бойової роботи. На поставлених ними мінах знайшли безславний кінець багато ворожі кораблі і судна, в тому числі фінський броненосець «Ільмарінен».
Указом Президії Верховної Ради СРСР від 8 липня 1944 одним з перших в Військово-Морських Силах СРСР був нагороджений військово-морським полководницьким орденом Нахімова 2-го ступеня за номером «6».